# System Average Interruption Duration Index
System Average Interruption Duration Index (SAIDI) används för elkraftsystem och är ett kundviktat tillförlitlighetsindex. Indexet kan både användas för att beräkna historiska händelser eller för att simulera framtida scenarier (exempelvis jämföra olika investeringsalternativ). Enheten är avbrottstid per kund och år. Redovisas vanligtvis i minuter eller timmar.
{\displaystyle {\mbox{SAIDI}}={\frac {\mbox{Summan av all kundavbrottstid}}{\mbox{Totalt antal kunder}}}}
Exempel: Om ett elnät består av två uttagspunkter med 40 respektive 60 abonnenter, där den förstnämnda är utan ström under totalt 4 timmar och den sistnämnda under totalt 0,5 timmar under året, blir SAIDI = (40*4 + 60*0,5)/(40 + 60) = 1,9 h/år, kund.